# Amt Blank

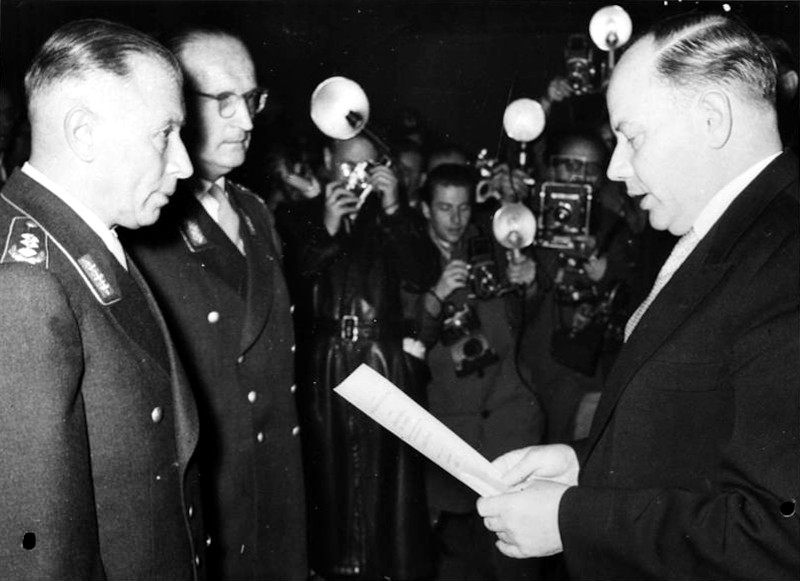
Adolf Heusinger och Hans Speidel tillsammans med Theodor Blank.

Amt Blank (även Dienststelle Blank) var 1950-1955 föregångaren till Tysklands försvarsministerium. Organisationen har fått sitt namn efter dess chef Theodor Blank som anställdes av Konrad Adenauer. Amt Blank förberedde skapandet av en västtysk militär organisation, Bundeswehr, vilket motsade ett avmilitariserat Tyskland men som tolererades av västmakterna. Viktiga medarbetare i Amt Blank var Adolf Heusinger, Hans Speidel och Heinz Trettner. 1955 grundades Bundeswehr och Västtysklands försvarsministerium.